# Ctenotus agrestis
Ctenotus agrestis är en ödleart som beskrevs av Wilson och Couper 1995. Ctenotus agrestis ingår i släktet Ctenotus och familjen skinkar. Inga underarter finns listade i Catalogue of Life.
Arten förekommer i delstaten Queensland i Australien. Honor lägger ägg.